# Cerovlje
Cerovlje – wieś w Chorwacji, w żupanii istryjskiej, siedziba gminy Cerovlje. W 2011 roku liczyła 241 mieszkańców.

## Geografia
Miejscowość położona jest na półwyspie Istria, 9 km na północny wschód od Pazina, nad rzeką Pazinčica. Przebiega przez nią droga Pazin – Buzet oraz znajduje się w niej węzeł autostrady Kanfanar – Matulji (autostrady A8). Leży także przy linii kolejowej z Puli do słoweńskiej Koziny.
Miejscowa gospodarka oparta jest na rolnictwie. Niegdyś funkcjonował tu również przemysł (cegielnia).

## Historia
Cerovlje istnieje od XIII wieku. Należało wówczas do Patriarchatu Akwilei.